# Bortrifluoriddiethyletherat
Bortrifluoriddiethyletherat ist eine Komplexverbindung (Lewis-Säure-Base-Addukt), bestehend aus Diethylether (Lewis-Base, Elektronenpaardonator) und Bortrifluorid (46 %) (Lewis-Säure, Elektronenpaarakzeptor). Die gelbe, stechend riechende Flüssigkeit raucht an Luft infolge von Hydrolyse, ist leicht entzündlich und ätzend.

## Gewinnung und Darstellung
Bortrifluoriddiethyletherat kann durch Gasphasenreaktion zwischen BF3 und wasserfreiem Diethylether gewonnen werden.

## Verwendung
Bortrifluoriddiethyletherat wird in Friedel-Crafts-Acylierungen und Alkylierungen verwendet.
Bortrifluoriddiethyletherat wird als Depolymerisationsreagenz für Depolymerisationen von Polysiloxanen (Silikone) eingesetzt. Dabei werden aus den Polymeren Monomere generiert, die in einer anschließenden Polymerisation wieder zu Polymeren zusammengesetzt werden können, so dass ein Recycling von Polysiloxanen möglich ist (chemisches Recycling).